# Edmundas Jonyla
Edmundas Jonyla (* 6. Mai 1952 in Paklaniai, Rajongemeinde Raseiniai) ist ein litauischer Politiker.

## Leben
Nach dem Abitur an der 1. Mittelschule Raseiniai absolvierte er 1975 das Studium der Mechanik an der Lietuvos žemės ūkio akademija.
Ab 1975 arbeitete er im Verband „Lietuvos žemės ūkio technika“ in Viduklė, von 1986 bis 1992 war er Leiter des Kolchos „Auksinė varpa“, ab 1996 Direktor der UAB „Gabšių žuvis“, von 2003 bis 2007 Bürgermeister von Raseiniai, von 2008 bis 2012 Mitglied im Seimas.
Ab 1990 war er Mitglied von  Lietuvos demokratinė darbo partija, ab 2001 von Lietuvos socialdemokratų partija.

## Quelle
- 2008 m. Lietuvos Respublikos Seimo rinkimai – Lietuvos socialdemokratų partija – Iškelti kandidatai (Memento vom 3. November 2013 im Internet Archive)